# Ioannis Kostakis
Ioannis Kostakis es un deportista griego que compitió en natación adaptada. Ganó una medalla de bronce en los Juegos Paralímpicos de Atenas 2004 en la prueba de 100 m libre (clase S3).

## Palmarés internacional
| Juegos Paralímpicos | Juegos Paralímpicos | Juegos Paralímpicos | Juegos Paralímpicos |
| Año                 | Lugar               | Medalla             | Prueba              |
| ------------------- | ------------------- | ------------------- | ------------------- |
| 2004                | Atenas (Grecia)     | Medalla de bronce   | 100 m libre S3      |